# Mingulay
Ne doit pas être confondu avec Mingay.
Mingulay (Miughalaigh en gaélique écossais) est la seconde île en superficie de l'archipel de Barra, dans les Hébrides extérieures, en Écosse. Située à 19 km au sud de Barra, elle est renommée pour son importante population d'oiseaux de mer, qui comprennent des colonies de macareux moines, de mouettes tridactyles et de petits pingouins, qui nichent dans les falaises. Ces dernières figurent parmi les plus hautes du Royaume-Uni.
L'île comporte des vestiges de l'âge du fer ; sa culture fut influencée par les débuts de la christianisation ainsi que par les Vikings. Entre le XVe et le XIXe siècles, Mingulay faisait partie des terres du clan MacNeil de Barra ; plus tard, l'île souffrit de l’absentéisme de ses propriétaires.
Après deux mille ans, ou plus, de peuplement continu, l'île fut abandonnée par ses résidents en 1912 et est depuis inhabitée. Elle est actuellement utilisée comme pâture pour les moutons. L'île est associée à une chanson, Mingulay Boat Song, composée en 1938, après l'abandon des terres. L'île est la propriété du National Trust for Scotland depuis 2000.

## Toponymie
La triple influence celte, norroise et scot qu'ont connu les Hébrides durant la période historique se reflète dans le grand nombre de noms que possède l'île. « Mingulay » est issu du vieux norrois Mikil-ay (« grande île »), bien qu'il ne s'agisse que de la seconde île en taille de l'archipel de Barra, derrière Vatersay. Cette dernière, d'une altitude moyenne plus basse, semble plus petite depuis la mer. Miughalaigh et Miùghlaigh sont deux variantes du nom gaélique.
Les locuteurs du scots ont tour à tour fait référence à l'île en tant que Mewla ou Miuley (à chaque fois, une approximation de la prononciation gaélique), voire encore Megaly et Micklay avant de se fixer à la prononciation actuelle. Murray a écrit que le nom « signifie véritablement Île des Oiseaux ».

## Géologie
Durant le Pléistocène, Mingulay était recouverte de glaciers, à l'image du reste de l'Écosse. La calotte glaciaire recouvrait l'Écosse continentale et s'étendait dans l'Atlantique jusqu'au-delà des Hébrides extérieures. Après la disparition des derniers glaciers, il y a environ 20 000 ans, le niveau de la mer était inférieur à celui de l'époque actuelle et, jusqu'à environ 14 000 av. J.-C., Mingulay faisait partie d'une grande île regroupant la quasi-totalité de ce qui est aujourd'hui les Hébrides extérieures. L'élévation continue du niveau de la mer depuis cette époque a ensuite isolé l'île, qui est faite de gneiss des Hébrides avec des gisements de granite. L'érosion glaciaire a en outre déposé des blocs erratiques de roc et d'argile issus de moraines profondes autour de Mingulay Bay. Le reste de l'île est recouvert de tourbières, de fins terrains acides, ou de roche nue.

## Géographie

### Topographie
Mingulay fait partie du petit archipel dit « de l'Évêque », ou encore « îles Barra », qui sont « composées d'un regroupement d'îles entourées d'une mer agitée, rendant la traversée d'une île à l'autre chose d'un risque considérable ». Cet archipel est situé à l'extrémité sud du grand groupe des Hébrides extérieures.
Une large plage occupe une partie du côté est de Mingulay ; c'est là que le seul hameau (« The Village ») s'élevait autrefois. Cette côte est également marquée d'une crique, à Skipsdale (du vieux norrois « vallée des navires »). Bagh na h-Aioneig (du gaélique écossais « baie du haut promontoire »), sur la côte ouest, est une profonde crevasse au sein de falaises élevées, autrefois considérées comme étant les plus hautes du Royaume-Uni. Elles culminent à 213 m d'altitude sur le site de Builacraig.
L'île possède trois grands stacks : Arnamul (du vieux norrois « tertre du Pygargue à queue blanche »), Lianamul (du vieux norrois « tertre du lin ») et Gunamul. Ce dernier comporte une arche naturelle dans ses falaises de 150 m de hauteur, qu'un bateau peut franchir par une mer calme.
De nombreux îlots se trouvent à proximité de Mingulay, au rang desquels on dénombre les rochers jumeaux de Sròn a Dùin, au sud-ouest, ainsi que Geirum Mòr et Geirum Beag au sud, entre Mingulay et l'île voisine de Berneray. D'autres îlots parsèment la mer entre Mingulay et Pabbay, au nord, comme Solon Mòr (« Grand Fou de Bassan ») et Solon Beag (« Petit Fou de Bassan »), Sgeirean nan Uibhein, Barnacle Rock, ainsi qu'un stack plus petit, the Red Boy.
Le point culminant de l'île est le Càrnan (273 m), suivi du Hecla (du vieux norrois « le suaire encapuchonné », 219 m) puis de Macphee's Hill (224 m). Ce dernier sommet fut nommé d'après un matelot du navire envoyé par les MacNeil de Barra afin de découvrir pourquoi les communications avec l'île avaient cessé. Macphee, envoyé à terre, ramena la nouvelle que tous les habitants étaient morts de maladie. Par crainte de la peste et d'une contagion, ses coéquipiers refusèrent de le laisser remonter à bord. Macphee survécut un an, montant chaque jour au sommet de la colline afin de guetter les secours. Lorsque de nouveaux habitants arrivèrent sur l'île, le chef du clan MacNeill offrit des terres à Macphee à cet endroit.

### Vestiges archéologiques
Sur le promontoire sud-ouest de Dun Mingulay se trouvent les vestiges d'un fort de l'âge du fer. À Crois an t-Suidheachain existe un site préhistorique, qui peut être un cercle de pierres, proche de la plage d'Aneir, au sud de Mingula Bay. En 1971, un sambaqui fut découvert sur le sable, près du village, au-dessus de la baie. Un galet-marteau fut aussi découvert à proximité, en 1975, mais sa date ne put être déterminée. Skipisdale contient peut-être aussi des vestiges de l'âge du fer.

## Histoire et culture

### Peuplement et influences

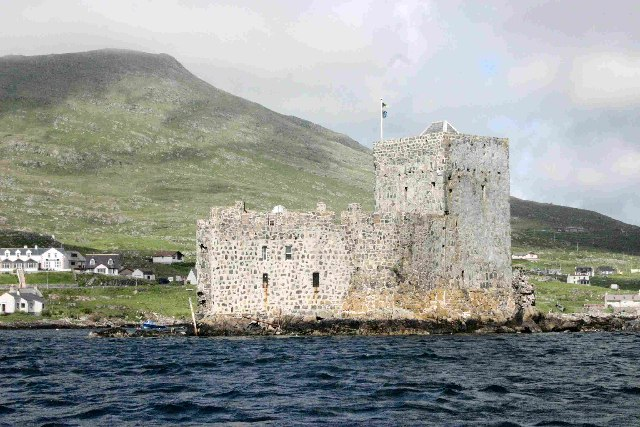
Le château de Kisimul, siège du clan MacNeil.

Il n'y a aucun doute qu'une christianisation précoce a influencé Mingulay, mais aucune preuve directe n'en a été trouvée à ce jour. Les îles voisines de Pabbay[Laquelle ?] et Berneray recèlent ainsi des stèles gravées de croix. À partir de 871, les raids vikings sur les Hébrides extérieures sont devenus plus fréquents ; les tombes vikings trouvées sur Berneray et Vatersay sont toutefois absentes de Mingulay. Bien qu'il n'y ait pas de signes directs d'une colonisation norroise, leur présence sur l'île se retrouve dans de nombreux noms de lieux.
À compter du XIIe siècle, le pouvoir norrois s'affaiblit dans les Hébrides et, en 1266, l'archipel revint à une tutelle écossaise, celle des Seigneurs des Îles. En 1427, le clan MacNeil de Barra émergea en tant que principal pouvoir local ; ils inclurent les falaises de Builacraig dans leur crest et utilisèrent le nom de l'endroit comme cri de guerre.
Les habitants de Mingulay vivaient de la pêche (morue, hareng et homard), du crofting (jusqu'à 55 hectares de terre arable et de pâturages fertilisés par les algues, et où étaient élevés moutons, bétail, poneys, cochons et volailles), mais demeuraient très dépendants de la chasse aux oiseaux de mer. Par exemple, il leur était possible de payer leur fermage aux MacNeil en fachaich ou faltings, des oisillons de shearwater.
La Réforme protestante n'a jamais atteint le sud des Hébrides extérieures, qui demeurèrent catholiques du XIIe siècle jusqu'au  début du XXe siècle. Ne pas avoir de prêtre à demeure signifiait que les services étaient souvent conduits par la communauté profane. Lors de son voyage dans les Hébrides au XVIIIe siècle, Samuel Johnson remarqua :
« Le papisme est favorable à la cérémonie ; et parmi les nations ignorantes la cérémonie est la seule préservation de la tradition. Depuis que le Protestantisme s'est étendu aux régions sauvages de l'Écosse, ce fut peut-être l'un des principaux labeurs des Ministres que d'abolir la pompe des cérémonies, parce qu'elle perpétuait le souvenir de l'ancienne religion. »
Certaines croyances locales étaient peut-être moins bien accueillies auprès des tenants de la religion organisée. Un each uisge était pensé hanter un puits sans fond près du sommet de Macphee's Hill, et les faery sidhes, avec la musique qui les accompagne, étaient une ferme croyance, bien que généralement non mentionnée. Les pouvoirs de guérison du septième fils d'un septième fils étaient réputés capables de traiter des maladies aussi sérieuses que la tuberculose.

### LeXIXesiècleet l'impact paradoxal des Clearances

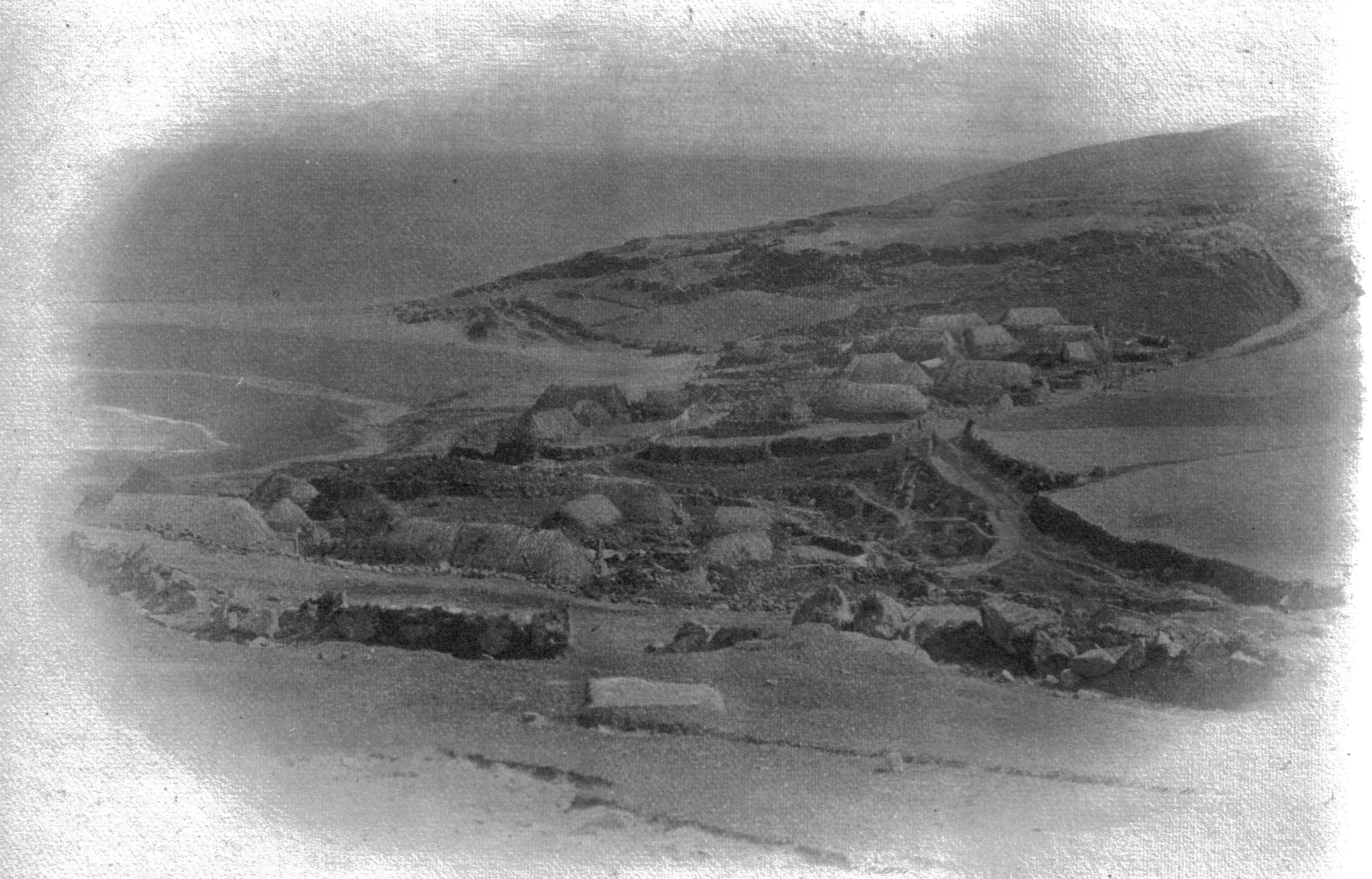
Le Village de Mingulay en 1888.

La famille MacNeil vendit en 1840 l'intégralité de ses possessions dans les îles Barra, soit la totalité de l'archipel. L'acheteur était le colonel John Gordon, de l'Aberdeenshire, dont le manque de considération pour ses métayers lors des famines de la pomme de terre allait de pair avec son zèle pour les évictions destinées à remplacer la mosaïque de métayers par de vastes fermes à moutons. Toutefois, les Highland Clearances eurent l'effet paradoxal d'augmenter la population de Mingulay, les familles issues de Barra préférant parfois s'installer sur l'île plutôt que d'émigrer en Nouvelle-Écosse. L'isolement de Mingulay était alors un avantage, et les loyers furent d'ailleurs réduits entre 1840 et 1845. En 1878, lady Gordon Cathcart hérita des terres, mais ne les visita qu'une seule fois en cinquante-quatre années de possession.
En 1764, la population de l'île était de 52 habitants. Les recensements ultérieurs ont retrouvé 113 résidents en 1841, 150 en 1881, 142 en 1891 (occupant 28 maisons, contre 19 en 1841) et 135 en 1901. Les familles comptaient souvent de nombreux enfants, dix enfants ou plus n'étant pas inhabituel ; trois générations partageaient une même petite maison. Les activités économiques et vivrières étaient collectives, qu'il s'agisse de la pêche, du fouloir, du ramassage de la tourbe ou du hissage des bateaux au sec. L'île était éloignée, mais non pas isolée ; au XIXe siècle, les pêcheurs vendaient le produit de leurs filets à Glasgow et en Irlande, tandis qu'hommes et femmes travaillaient dans l'industrie du hareng de la côte est, et que la nourriture arrivait souvent du reste de l'Écosse.
Lorsque la population était la plus nombreuse, le village comportait un moulin, une église avec un prêtre à demeure, ainsi qu'une école. Toutefois, le dépeuplement débuta en 1907 et l'île fut désertée en 1912.

### 1907 - 1912: le dépeuplement

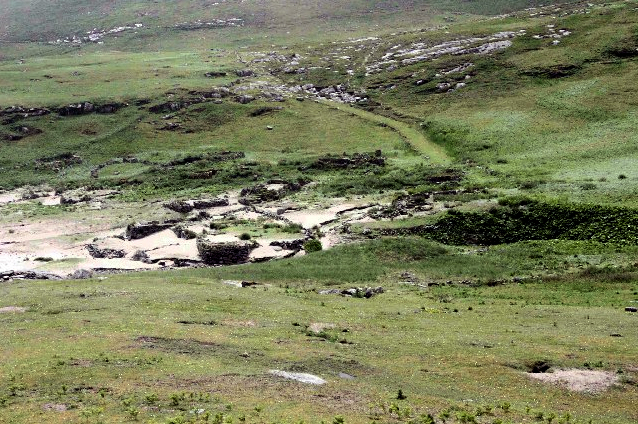
Vestiges du Village en 2005.

Le dépeuplement de Mingulay eut de multiples causes. L'isolement de la population en fut sans doute la première, doublée de l'absence des infrastructures nécessaires au développement économique. Ainsi, en 1897, un navire de Pabbay se perdit en mer près de Barra Head ; la perte de son équipage de cinq hommes, plus de la moitié de la population masculine de l'île, entraîna une certaine inquiétude de la part des pêcheurs de Mingulay. L'absence de havre naturel impliquait par ailleurs que l'île pouvait être inaccessible durant plusieurs semaines d'affilée, et le chargement comme le déchargement était une entreprise difficile autant que hasardeuse. Ces facteurs, moins ressentis lorsque la communauté était plus petite, firent prendre conscience de son isolement à la population de l'île.
Le climat est particulièrement rude à Mingulay. En 1868, une vague géante s'est écrasée au sommet de Geirum Mor, à 51 m au-dessus du niveau de la mer, emportant les moutons qui y paissaient.
Fraser, Darling et Boyd, en 1969, ont spéculé sur « l'échec tranquille » (quiet failure) des populations de ces petites îles à gérer leurs ressources naturelles. La population, au début du XXe siècle, avait certainement dépassé les capacités de la terre. Le Congested Districts Board avait installé une jetée à Aneir, en 1901, afin de faciliter le chargement des navires, mais cette tentative fut un échec.
En 1906, des paysans sans terre des îles Barra s'approprièrent les pâturages de Vatersay ; trois familles de Mingulay figuraient parmi eux. Ils furent suivis en 1907 par huit « raiders » de plus, eux aussi de Mingulay, menés par Micheal Neill Eachainn. Vatersay n'était qu'à 300 mètres de Mingulay, jusqu'à la construction d'une chaussée en 1990, et Neil Macphee écrivit qu'il « est mille fois mieux de mourir ici que de traverser toutes les difficultés qui sont notre lot [sur Mingulay] ». Lady Gordon Cathcart entreprit contre eux une action en justice, mais le juge, se rendant sur place, estima qu'elle avait négligé ses devoirs de propriétaire et que « une longue indifférence aux besoins des métayers les avait menés loin dans l'exaspération ».
En novembre 1907, six familles de plus, soit 27 habitants de Mingulay, ont migré à Sandray, dotée d'un havre abrité. Dans le même temps, les difficultés rencontrées par les « raiders » de Vatersay avait atteint Westminster. En dépit d'une considérable sympathie publique envers les accusés, ces derniers furent condamnés à deux mois de prison. Peu après, le Congested Districts Board acquit toute l'île de Vatersay, dans le but d'y installer de nouveaux crofts. Dès l'été suivant, quatorze familles de Mingulay y vivaient. Seules six familles demeuraient à Mingulay, en projetant de quitter l'île.
En 1910, Mingulay n'abritait plus qu'une douzaine de pêcheurs, soit six familles, et l'île fut finalement abandonnée en 1912. Si certains avaient désiré rester, la population était néanmoins passée sous le seuil de viabilité, et la fermeture de l'école en avril 1910 n'avait que confirmé cette tendance. Le prêtre de la paroisse, Donald Martin, avait lui aussi encouragé les départs. Les rumeurs disent qu'il n'aimait pas se rendre à Mingulay et que les dons à l'église lors de ses visites étaient faibles.

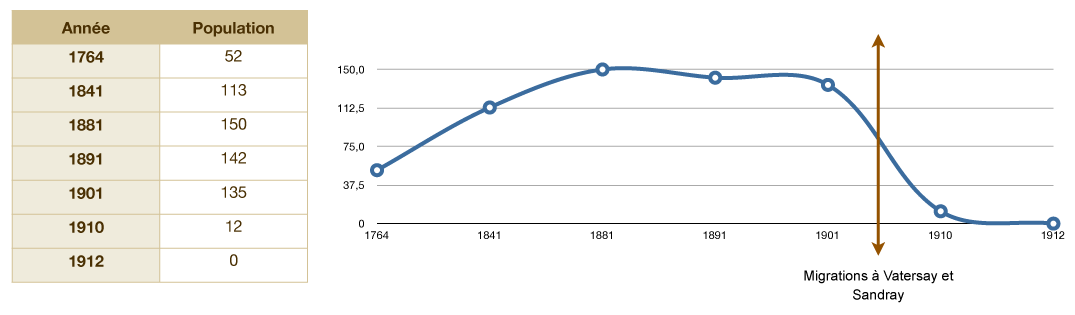
Évolution de la population de Mingulay entre 1764 et 1912.

### Depuis 1912

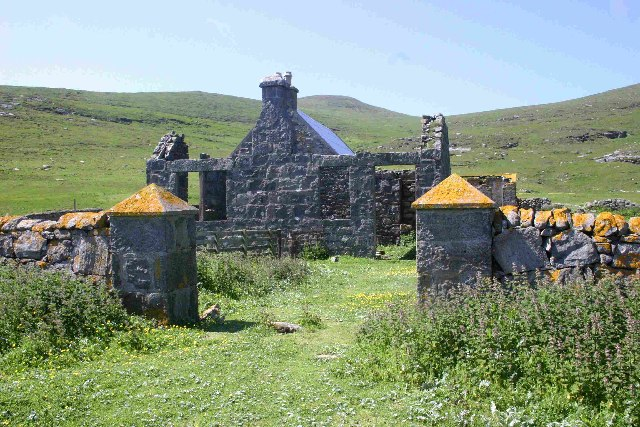
Le bâtiment de la vieille école.

Après l'abandon de l'île, les terres furent d'abord louées, puis en 1919 achetées, par Jonathan MacLean, de Barra. Il les revendit en 1930 à John Russel, un homme solitaire qui avait été éleveur de moutons en Australie et au Montana. Il choisit de vivre seul sur l'île, de l'automne jusqu'au printemps, en compagnie de son furet apprivoisé et de ses chats, n'étant rejoint par deux bergers qu'au printemps. Après sept ans de propriété, il revendit à Peggy Greer, une fermière du comté d'Essex, qui ne visitait qu'occasionnellement l'île, laissant son exploitation aux fermiers locaux. Elle tenta de vendre l'île en 1951, mais sans succès, jusqu'en 1955, où un syndicat de crofters, la Barra Head Isles Sheepstock Company, conclut le marché. L'arrivée des bateaux à moteurs avait rendu l'accès à l'île considérablement plus aisé, et la compagnie conserva les terres pendant quarante ans.
C'est en 2000 que le National Trust for Scotland acquit Mingulay, à la suite d'un don de J. M. Fawcitt qui désirait « établir une région de beauté naturelle à la mémoire de ses parents et du courage de son frère décédé, Bernard. »

Seuls deux bâtiments persistent encore en 2009, l'école et l'église, bien que cette dernière ait récemment perdu son toit et son mur de façade.

## Flore et faune

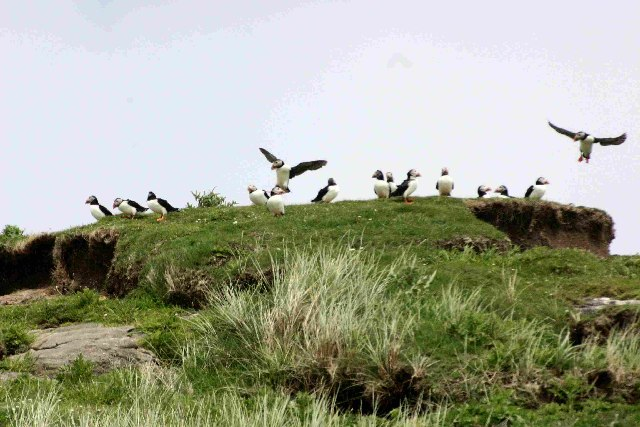
Une bande de macareux moines à Mingulay.

Mingulay héberge une vaste population d'oiseaux de mer, en particulier les Petits Pingouins (9 514 couples, 6,3 % de la population européenne), les guillemots (11 063 couples) et les Mouettes tridactyles (2 939 couples). Les Cormorans huppés (694 individus), de Fulmars boréaux (11 626 couples), de Macareux moines (2 072 couples), de Pétrels-tempête, de Sternes pierregarins et Sternes arctiques, ainsi que de Grands Labbes et de diverses espèces de mouettes nichant dans les falaises surplombant la mer. Le Puffin des Anglais a niché sur le stack de Lianamul jusqu'à la fin du XVIIIe siècle, époque à laquelle il fut chassé par les macareux. Des Guillemots à miroir ont aussi été vus à cet endroit.
Les moutons peuplent les pâturages sauvages de l'île, et il existe une population de lapins, introduits par des bergers après l'évacuation de 1912. Les Phoques gris sont abondants, leur nombre ayant augmenté de manière substantielle depuis le départ des résidents humains. Bien que Mingulay ne soit pas un site de reproduction pour eux, plus de 1 000 individus s'abritent sur les plages chaque hiver.
La flore de l'île est typique des Hébrides extérieures ; bruyère, sphaigne, cypéracées, graminées et fougère aigle y prédominent. Il ne pousse qu'un seul arbre sur Mingulay, un peuplier de 2 mètres de hauteur, situé sur une falaise surplombant Mingulay Bay. Le panicaut maritime, autrement rare dans les Hébrides, se développe sur l'île au moins depuis le XIXe siècle, et le glaux, qui ne pousse habituellement qu'au niveau de la mer, se trouve également au sommet des hautes falaises grâce aux embruns maritimes et au guano. Pendant le printemps et l'été, une profusion de fleurs sauvages pousse aux environs du village déserté.
Mingulay, comme l'île voisine de Berneray, est devenu Site d'intérêt scientifique particulier en 1983.

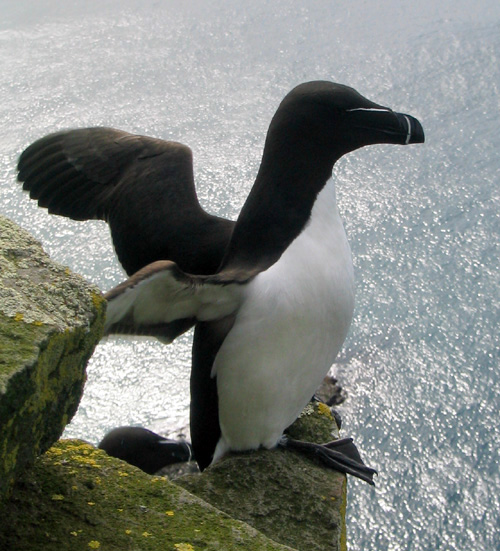
Petit pingouin
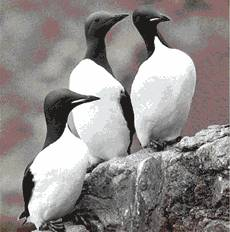
Guillemots
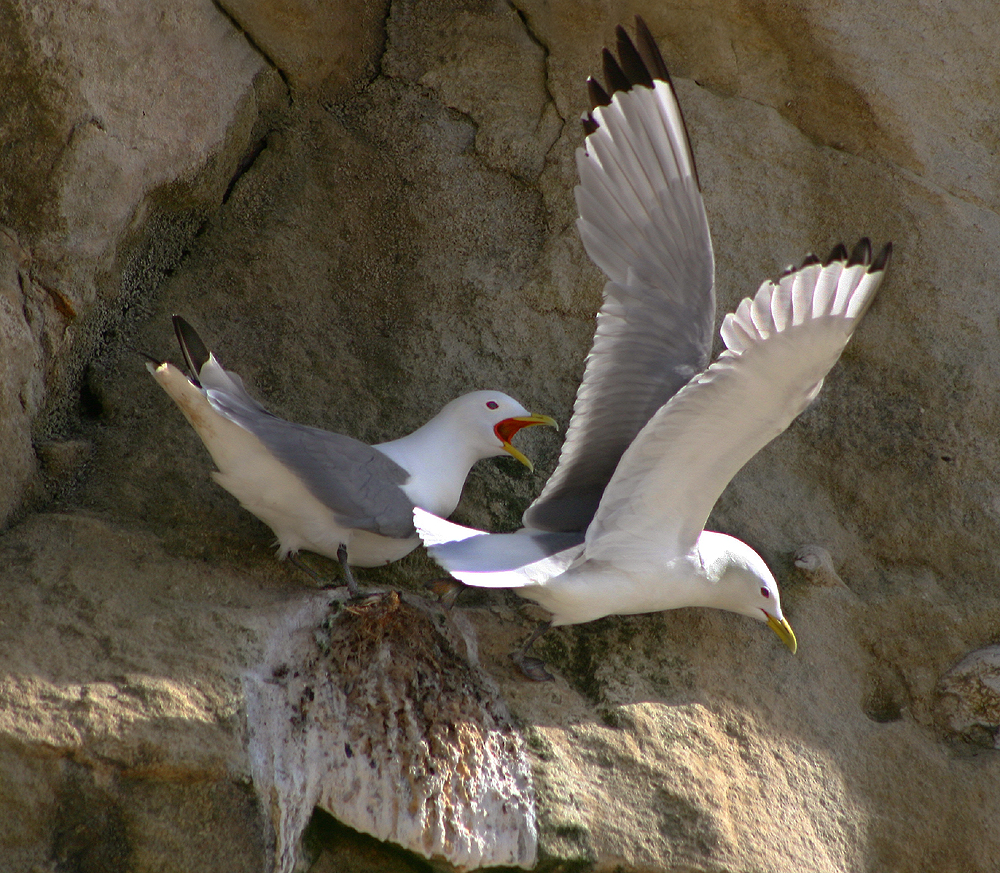
Mouette tridactyle
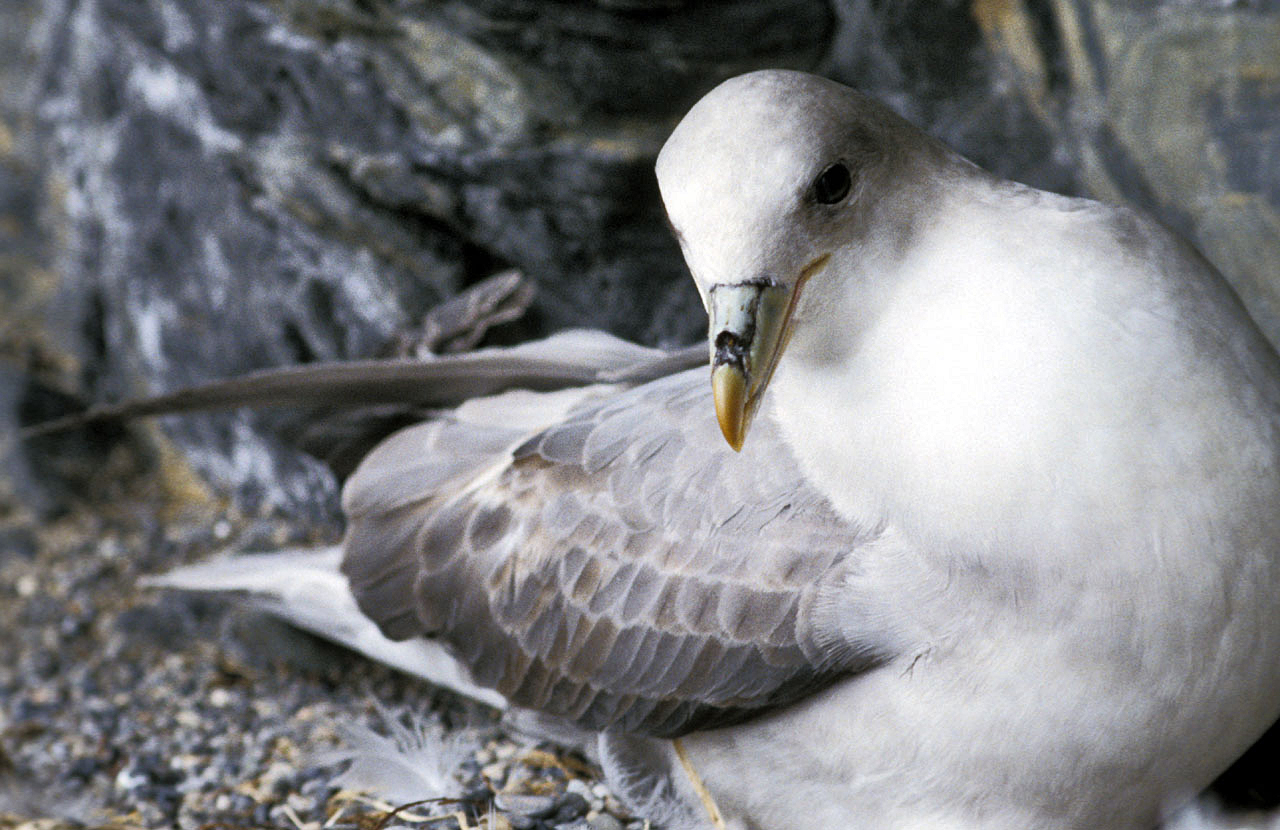
Fulmar boréal
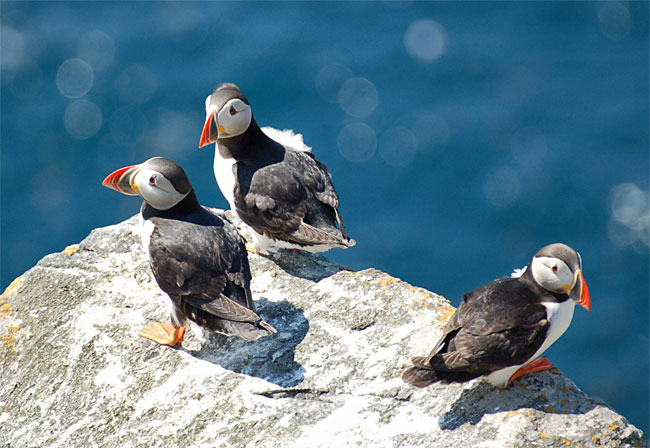
Macareux moines
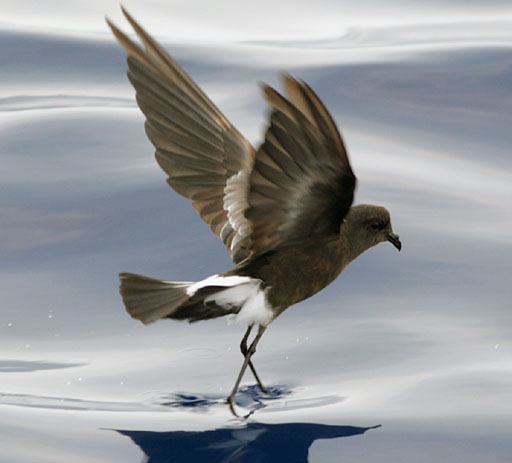
Pétrel-tempête
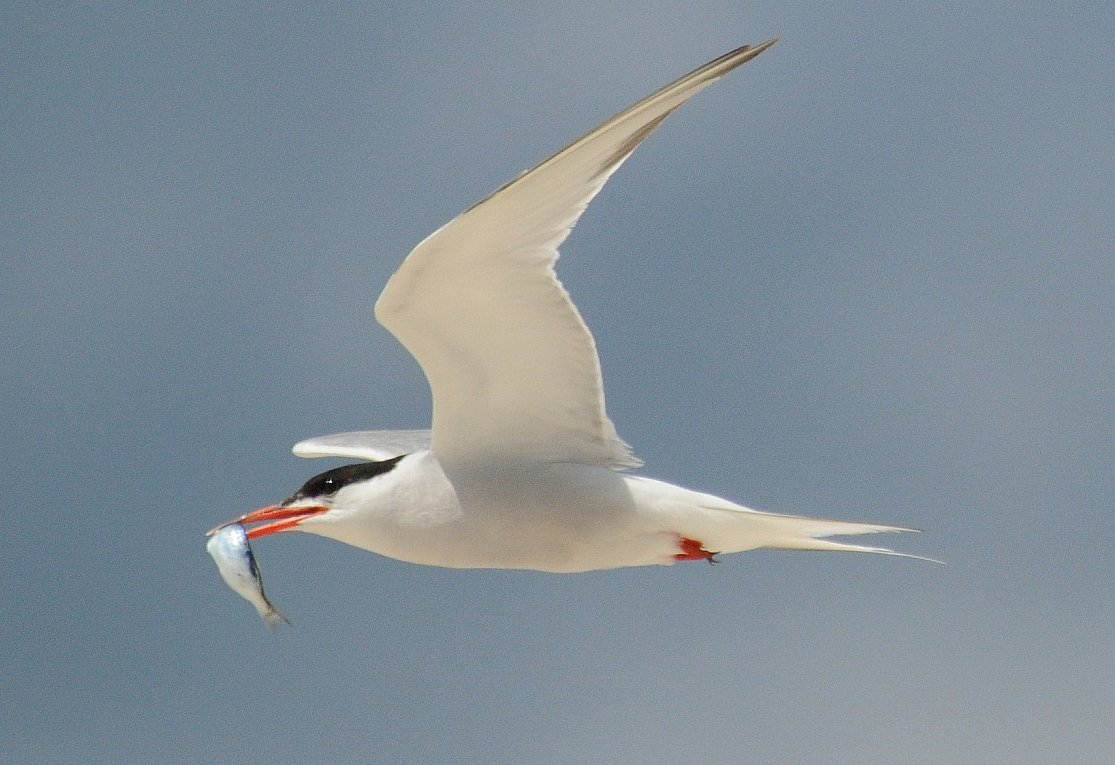
Sterne pierregarin

## Tourisme

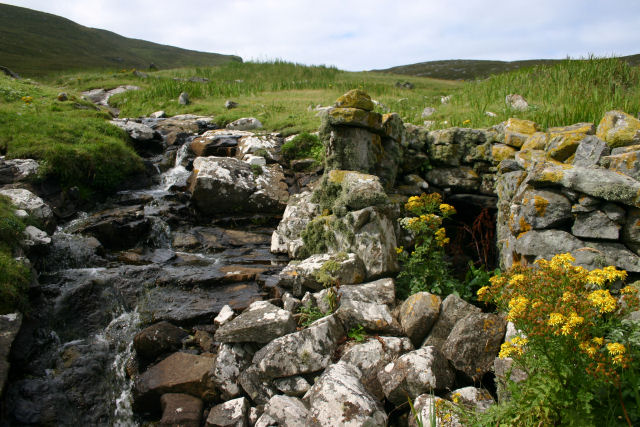
L'ancien moulin de Mingulay.

L'île attire régulièrement des naturalistes et, ces dernières années, est devenue populaire auprès des varappeurs. Le National Trust for Scotland emploie deux marins de Barra afin de permettre aux visiteurs de rallier l'île. Mingulay Bay offre un port naturel temporaire, abrité des vents d'ouest, ainsi que Skipisdale.

## Mingulay dans la culture

### Mingulay Boat Song
La chanson Mingulay Boat Song fut composée par Hugh S. Roberton, fondateur du Glasgow Orpheus Choir, en 1938, et enregistrée pour la première fois par la famille Francis McPeake en Ulster. Composée dans le style des chants de travail traditionnels des Hébrides, sur l'air de Creag Guanach, de la région de Lochaber, elle parle des marins de l'île en train de ramer.
La chanson fut enregistrée par de nombreux artistes, au rang desquels Robin Hall et Jimmy MacGregor (1971), The Idlers et Richard Thompson (2006), parfois avec des légères modifications des paroles.
Écrite après l'évacuation de l'île, cette chanson ne fut jamais chantée traditionnellement par ses habitants, bien qu'elle évoque les thèmes de la vie quotidienne des marins de Mingulay.
D'autres chansons ont été composées par d'anciens résidents de l'île. C'est le cas de Oran do dh'Eilean Mhuilaigh (Chanson de l'île de Mingulay), par Neil MacPhee, le raider de Vatersay, ainsi que de Turas Neill a Mhiughlaigh (Le voyage de Neill à Mingulay), par le père Allan MacLean (connu aussi sous le sobriquet « le curé espagnol » en raison de son éducation au Scots College de Valladolid), peut-être dans la période 1837-40 où il vécut à Barra.

### Romans
Le roman Children of Tempest, de Neil Munro, se fonde sur une tradition locale selon laquelle l'or français destiné au soutien des révoltes jacobites de 1745 serait resté caché dans une caverne s'ouvrant sur la côte ouest. Mingulay est également le nom d'une colonie humaine isolée dans le roman de science-fiction Cosmonaut Keep de Ken MacLeod.